# Raskens (TV-serie)
Denna artikel handlar om TV-serien Raskens. För romanen med samma namn, se Raskens.
Raskens är en svensk dramaminiserie i åtta delar från 1976, regisserad av Per Sjöstrand med bland andra Sven Wollter, Gurie Nordwall, Viveka Seldahl och Martin Berggren i huvudrollerna. Serien är baserad på Vilhelm Mobergs roman med samma namn, först utgiven 1927. Serien gick i repris 1982, 1991, 1998 och 2007.

## Handling
Efter att ha slagit ner sin husbonde i ett fyllebråk är drängen Gustav Karlsson på rymmen. Under sin flykt passerar han en slåtteräng i skogen, där en ung kvinna räfsar hö. De börjar prata med varandra och han erbjuder sig att hjälpa henne med det hon har kvar att räfsa. Som tack delar hon med sig av sin matkorg. När han ska gå säger han "Jag heter Gustav" och hon svarar då "Jag heter Ida". Sedan skiljs de åt, men ödet vill att de ska mötas igen. Ett år senare har Gustav tagits till nåder av kapten Jägerschiöld, vid Kalmar regemente, som värvar honom som indelt soldat. Han får ett nytt namn, Rask och ett torp som ingår i soldattjänsten.
Ida är piga på en närliggande bondgård och när de träffas igen minns de mötet på slåtterängen. De blir förälskade och kan efter många svårigheter gifta sig och Ida flyttar in på soldattorpet. Så fortsätter berättelsen om deras kamp för ett anständigt liv trots fattiga år och avundsjuka bybors trakasserier. Bland onda och goda i socknen finns Oskar, den svartsjuke bonden på gården där Ida tidigare jobbat. Nergårds-Anna, den farligt bortskämda skönheten från berättelsens början och Johan Klang, också soldat med eget torp i byn. Alla tre kommer att nästla sig in i Raskens och Idas liv med ödesdigra följder.

## Om serien
Raskens blev oerhört omtyckt och uppmärksammad och hade som mest mer än fem miljoner tittare. Inspelningsplatsen, det gamla soldattorpet i Torrås, mellan Sätila och Fotskäl i Västergötland, blev också ett populärt turistmål efter premiärvisningen. Kyrkscenerna spelades in i Kilanda kyrka i Ale kommun. Serien är en av titlarna i boken Tusen svenska klassiker (2009).

## Rollista (i urval)
| Roll                 | Skådespelare          |
| -------------------- | --------------------- |
| Gustav Karlsson Rask | Sven Wollter          |
| Ida                  | Gurie Nordwall        |
| Nergårds-Anna        | Viveka Seldahl        |
| Johan Klang          | Martin Berggren       |
| Oskar Olsson         | Evert Lindkvist       |
| Tilda                | Gunilla Nyroos        |
| Kapten Jägerschiöld  | John Harryson         |
| Axel                 | Christian Zell        |
| Ingrid               | Anna-Carin Franzén    |
| Elias Olsson         | Rune Turesson         |
| August Olsson        | Micha Gabay           |
| Edvard               | Carl-Ivar Nilsson     |
| Rapp-Hanna           | Berta Hall            |
| Bergströmskan        | Ingalill Söderman     |
| Idas mor             | Nina Scenna           |
| Lena                 | Solveig Andersson     |
| Karamellkärringen    | Ulla Akselson         |
| Länsman              | Bo Swedberg           |
| Prästen              | Percy Brandt          |
| Källehult-bonden     | Torsten Lilliecrona   |
| Läraren              | Karl-Magnus Thulstrup |
| Oskars piga          | Inga Ålenius          |
| Doktorn              | Måns Westfelt         |
| Fältskären           | Tore Lindwall         |
| Travern              | Berndt Westerberg     |
| Bondkvinna           | Inger Hayman          |
| Bondkvinna           | Else-Marie Brandt     |

## Utgåvor
Raskens finns tillgänglig på DVD i sin helhet, utgiven 2014 av SF Studios.